# Pietro Paoli
Pietro Paoli   (Liorna, 26 d'octubre de 1759 - Pisa, 21 de febrer de 1839) fou un matemàtic italià que va tenir càrrecs importants al Gran Ducat de Toscana.

## Vida i Obra
Paoli va estudiar al col·legi jesuïta de la seva ciutat natal. El 1774 es va matricular a la Universitat de Pisa per estudiar dret i el 1778 es va graduar en jurisprudència. Malgrat els seus estudis sempre va estar més interessat en les matemàtiques i la física.
El 1780 era professor a l'institut de Màntua i el 1782 va ser nomenat professor a la Universitat de Pavia on estudiarà matemàtiques amb el professor Gregorio Fontana.
El 1784 obté la càtedra d'àlgebra de la Universitat de Pisa, on dona classes fins al 1814, amb l'excepció del curs 1799-1800 en la universitat va restar tancada. Durant el seu període de docència tindrà com alumnes a diversos científics importants posteriors: Gabrio Piola, Vincenzo Brunacci, Pietro Franchini, Giuliano Frullani, Giovanni Santini o Antonio Bordoni. També compaginarà el seua càrrec docent amb el de Regio Consultore Idraulico del Gran Ducat de Toscana.
El 1814 esdevé Auditor (càrrec similar al de rector) de la seva universitat i estarà a càrrec de la redacció dels nous estatuts de la institució.
A partir de 1816 es trasllada a Florència en ser nomenat secretari d'ensenyament del Gran Ducat. També compartirà aquest càrrec amb el de president de la comissió encarregada de confegir el nou cadastre de la Toscana.
Paoli va ser membre de la Società Italiana delle Scienze, deta dei XL (perquè tenia 40 membres) des de la seva fundació (1782) i també va ser membre de nombroses acadèmies científiques italianes (Bolònia, Màntua, Nàpols, etc.)
Els treballs de Paoli versen sobretot en càlcul diferencial i integral i amb les seves aplicacions a l'òptica, la mecànica i els sistemes elàstics. Malgrat les seves responsabilitats públiques, només té dos treballs publicats sobre hidràulica. La seva obra principal va ser els Elementi di Algebra en dos volums (1794) que va ser àmpliament difós per tot Itàlia durant molts anys.